# Imre Henszlmann
Dans le nom hongrois Henszlmann Imre, le nom de famille précède le prénom, mais cet article utilise l’ordre habituel en français Imre Henszlmann, où le prénom précède le nom.
Imre Henszlmann, né le 13 octobre 1813 à Kassa, décédé le 5 décembre 1888 à Budapest, est un architecte hongrois membre de l'Académie hongroise des sciences. Il est le fondateur de la science des arts et de la rénovation des monuments en Hongrie.

## Œuvres

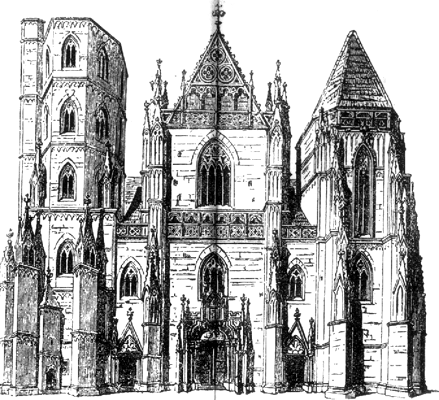
Croquis d'Henszlmann du portail ouest de la Cathédrale Sainte-Élisabeth de Košice avant sa grande rénovation des années 1877-1896

- Imre Henszlmann: Theorie des proportions appliquées dans l’architecture depuis la XIIe dynastie des rois égyptiens jusqu’au XVOe siècle. Par Emeric Henszlmann. Paris 1860.
- Imre Henszlmann: Méthodes des proportions dans l’architecture égyptienne, dorique et du Moyen Âge. Paris 1860.
- Imre Henszlmann: Pécsnek középkori régiségei / Fünfkirchens mittelalterliche Alterthumer. Pest: 1869 ff. - 1873.
- Imre Henszlmann: Die Grabungen des Erzbischofs von Kalocsa. Dr. Ludwig Haynald / geleitet, gezeichnet u. erkl. von Emrich Henszlmann. Leipzig: Haendel, 1873.
- Lajos Reissenberger; Imre Henszlmann: Monumenta Hungariae archeologica aevi medii / kiadja a Magyar Tudományos Akadémia archaeológiai bizottsága. Budapest: Magyar Tudományos Akadémia, 1883.
- Imre Henszlmann: A nagyszebeni és a székesfehérvári régi templom. Budapest 1883.
- Imre Henszlmann: A bécsi 1873. évi világ-tárlatnak Magyarországi kedvelőinek régészeti osztálya / írta Henszlmann Imre. Budapest: A Magyar Tudományos Akadémia Könyvk. Hivatala, 1876.